# هزاره سوم (پیش از میلاد)
(هزاره ۴ پ‌م - هزاره ۳ پ‌م - هزاره ۲ پ‌م - هزاره‌های دیگر)
هزاره سوم پیش از میلاد، از ۱ ژانویه ۳۰۰۰ پیش از میلاد شروع شده و در ۳۱ دسامبر ۲۰۰۱ پیش از میلاد پایان میابد. این دوره زمانی مربوط به اوایل تا میانه عصر برنز است.
در مصر باستان دوره سلسله اولیه توسط پادشاهی قدیم دنبال می‌شود. در بین النهرین دوره سلسله اولیه توسط اَکِدیان دنبال می‌شود. در شمال غربی هند و پاکستان، تمدن دره سند یک جامعه دولتی ایجاد می‌کند.
رشد جمعیت جهان پس از انفجار ناشی از انقلاب نوسنگی آرام می‌شود. جمعیت جهان تا حدود زیادی پایدار است، تقریباً ۶۰ میلیون نفر و نرخ رشد کلی کُند است، در حدود ۰.۰۳٪.

## رویدادها
دمشق، پایتخت کنونی سوریه در هزاره سوم پیش از میلاد تأسیس شد.

## اختراعات، اکتشافات، نوآوری‌ها
اشیاء و ظروف زینتی از جنس کانی کلینوکلر و با نقش برجسته‌های قابل توجه و مبتکرانه متعلق به هزاره سوم پیش از میلاد مربوط به تمدن جیرفت تاکنون کشف گردیده‌است.

## سده‌ها
- سده ۳۰ پ. م
- سده ۲۹ پ. م
- سده ۲۸ پ. م
- سده ۲۷ پ. م
- سده ۲۶ پ. م
- سده ۲۵ پ. م
- سده ۲۴ پ. م
- سده ۲۳ پ. م
- سده ۲۲ پ. م
- سده ۲۱ پ. م